# Бонневіль (кратер)
Бонневіль (англ. Bonneville) — метеоритний кратер у квадранглі Aeolis на Марсі. Діаметр ≈ 210 метрів, завглибшки 14 метрів. Краї кратера підіймаються над поверхнею на 6,4 метра. Кратера Бонневіля названо на честь Бенджаміна Бонневіля та озера Бонневіль у Юті. Вивчаючи поверхню кратера Гусєва, усередині якого розташований кратер Бонневіля, 2004 року марсохід «Спіріт» відвідав останнього.

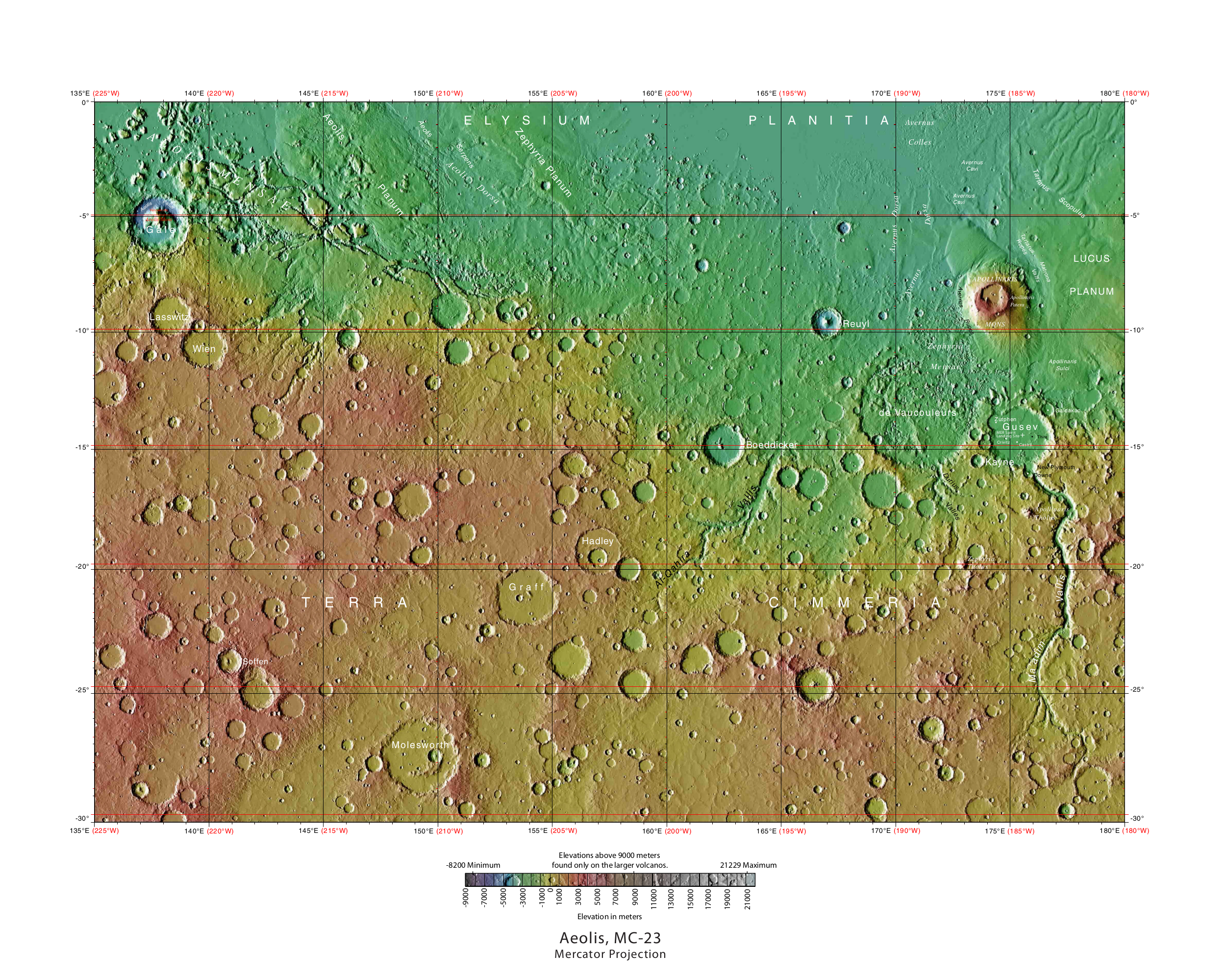
Квадрангл Aeolis.
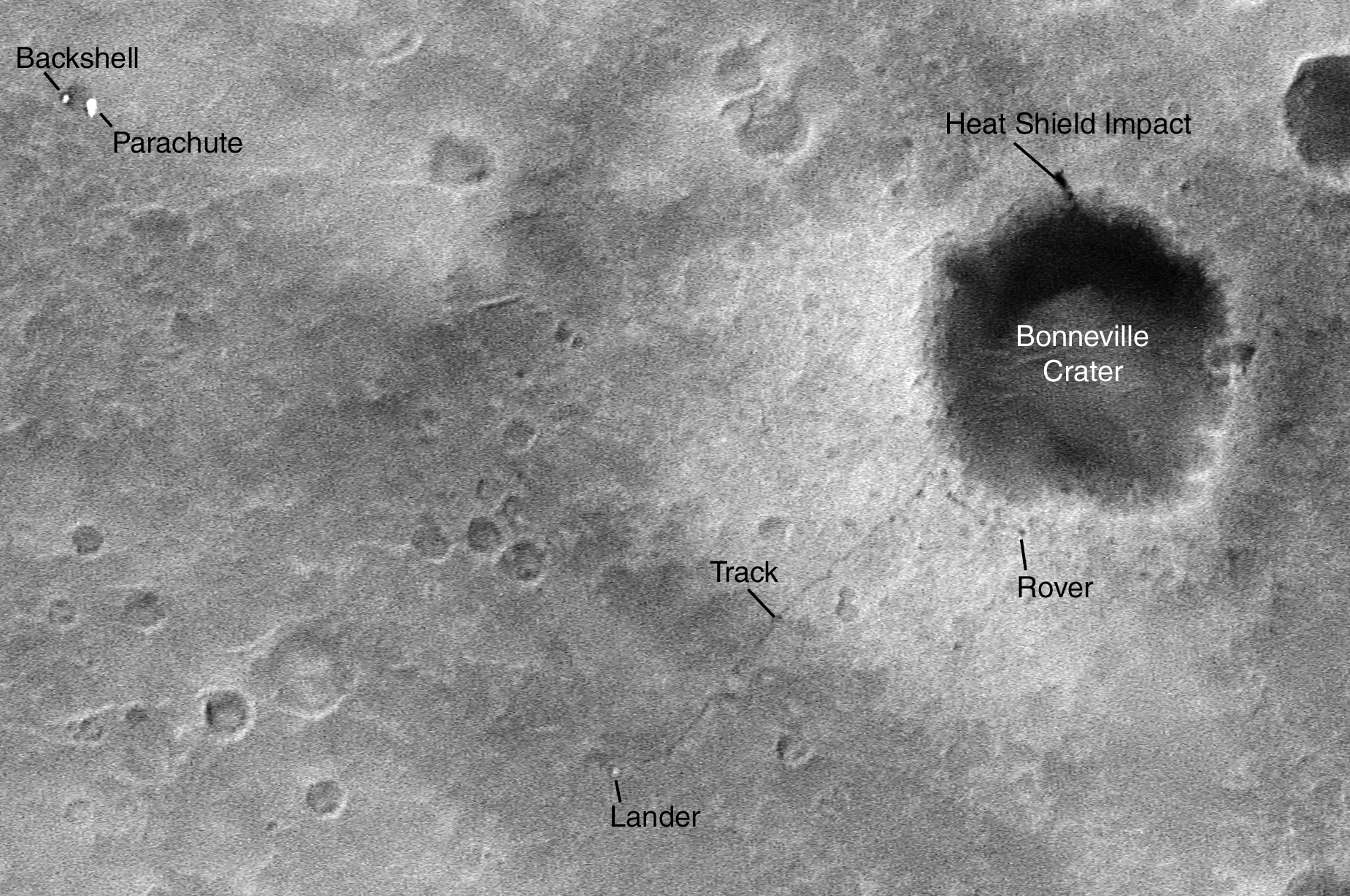
Кратер Бонневіля, знятий дослідницькою станцією Mars Global Surveyor.
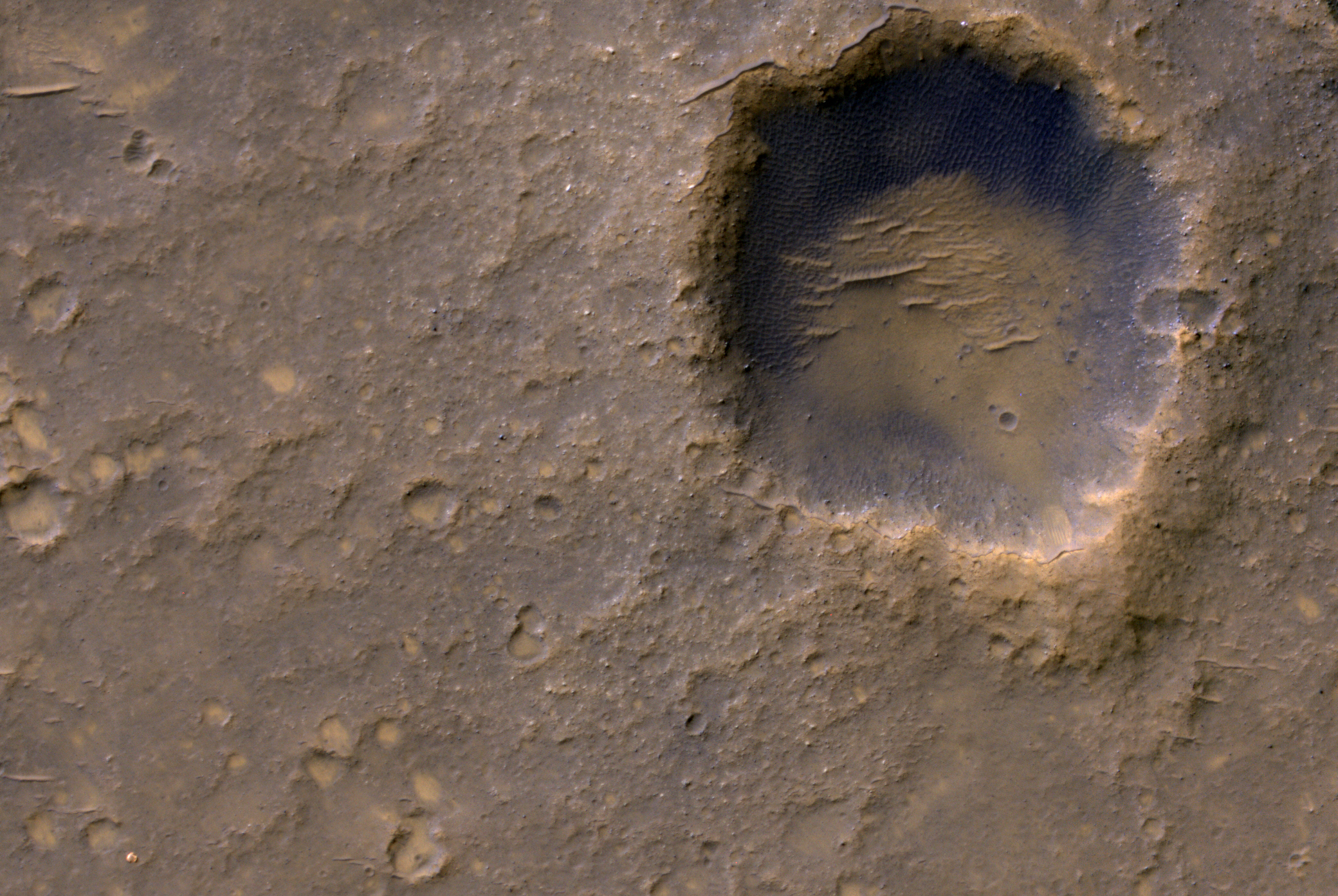
Кратер Бонневіля.

## Утворення й геологія
Уважають, що шари землі, у якій утворився Бонневіль, були крихкими й рихлими, хоча частина ґрунту, імовірно, виникла зі щільніших порід. Кратер відносно новий і, зокрема, не зачеплений водною ерозією. Можливо навіть, що він уторинний, ураховуючи його низьке відношення глибини до діаметра.